# Alpha Bank

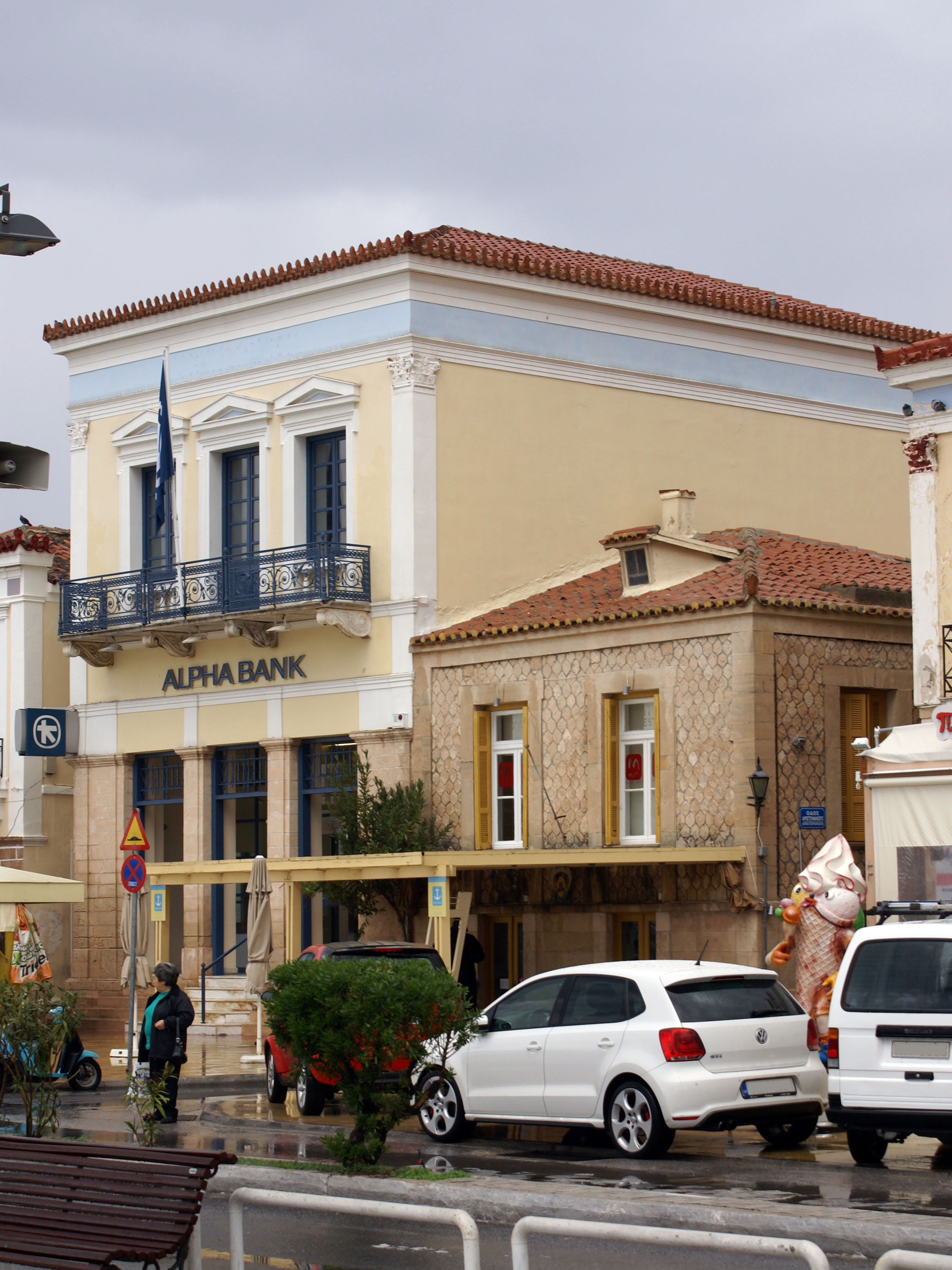
Filiale der Alpha Bank auf Ägina

Die Alpha Bank ist die zweitgrößte griechische Bank. Ihr Firmensitz befindet sich in Athen. Sie hat in Griechenland 426 Filialen, 120 in Bulgarien und 26 in Albanien sowie Auslandsniederlassungen in Zypern (Alpha Bank Cyprus LTD), Rumänien (Alpha Bank Romania), Serbien (Alpha Bank Srbija A.D.), Ukraine (OJSC Astra Bank), Nordmazedonien (Alpha Bank A.D. Skopje) und Großbritannien (Alpha Bank London Ltd). Das Unternehmen ist im Athex Composite Share Price Index an der Athener Börse gelistet.

## Geschichte
Die Bank wurde 1879 in Kalamata gegründet und firmierte seit 1972 als Trapeza Pisteos (griech. für Kreditbank). Als die meisten griechischen Banken in den 1990er Jahren zu englischen Namen übergingen, bezeichnete sich die Bank als Alpha Credit.
In ihrer heutigen Form (und Namen) existiert die Bank seit 1999, als die Alpha Credit aus Athen die Ionian Bank (einstige Staatsbank der Republik der Ionischen Inseln) übernahm. Daher ist die Alpha Bank mit zahlreichen Filialen auch in kleineren Ortschaften auf den Ionischen Inseln vertreten.
Im Februar 2001 machte die National Bank of Greece der Alpha Bank ein Übernahmeangebot. Dieses wurde zwar zurückgewiesen, es fanden jedoch Verhandlungen über eine Fusion statt. Diese scheiterten jedoch. Am 29. August 2011 strebten die Alpha Bank und die EFG Eurobank Ergasias eine Fusion an, welche mittels eines Aktientausches vollzogen werden sollte. Am 14. März 2012 teilte die Alpha Bank mit, dass die geplante Fusion aufgrund hoher Verluste, welche sich aus dem griechischen Schuldenschnitt ergeben, nicht zustande kommen wird. Die Alpha Bank übernahm die Emporiki Bank.